# Поповка (Каракулинський район)
Попо́вка (рос. Поповка, удм. Поповка) — присілок у складі Каракулинського району Удмуртії, Росія.
Населення — 16 осіб (2010; 44 у 2002).
Національний склад:
- росіяни — 68 %